# Leontinia
Leontinia  (лат.) — род вымерших млекопитающих семейства Leontiniidae отряда нотоунгулятов. Обитал в Южной Америке (Аргентина и Бразилия) в олигоцене.
У Leontinia первые резцы верхней челюсти мелкие, а вторые удлинённые и напоминают клыки. В нижней челюсти клыкообразна третья, а не вторая пара резцов. Форма и длина резцов послужили признаками при выделении видов этого рода, хотя есть предположение, что это просто признаки полового диморфизма в пределах одного вида. Носовые кости высокие и это может означать, что у них были рога, как у вымерших носорогов из рода Diceratherium.

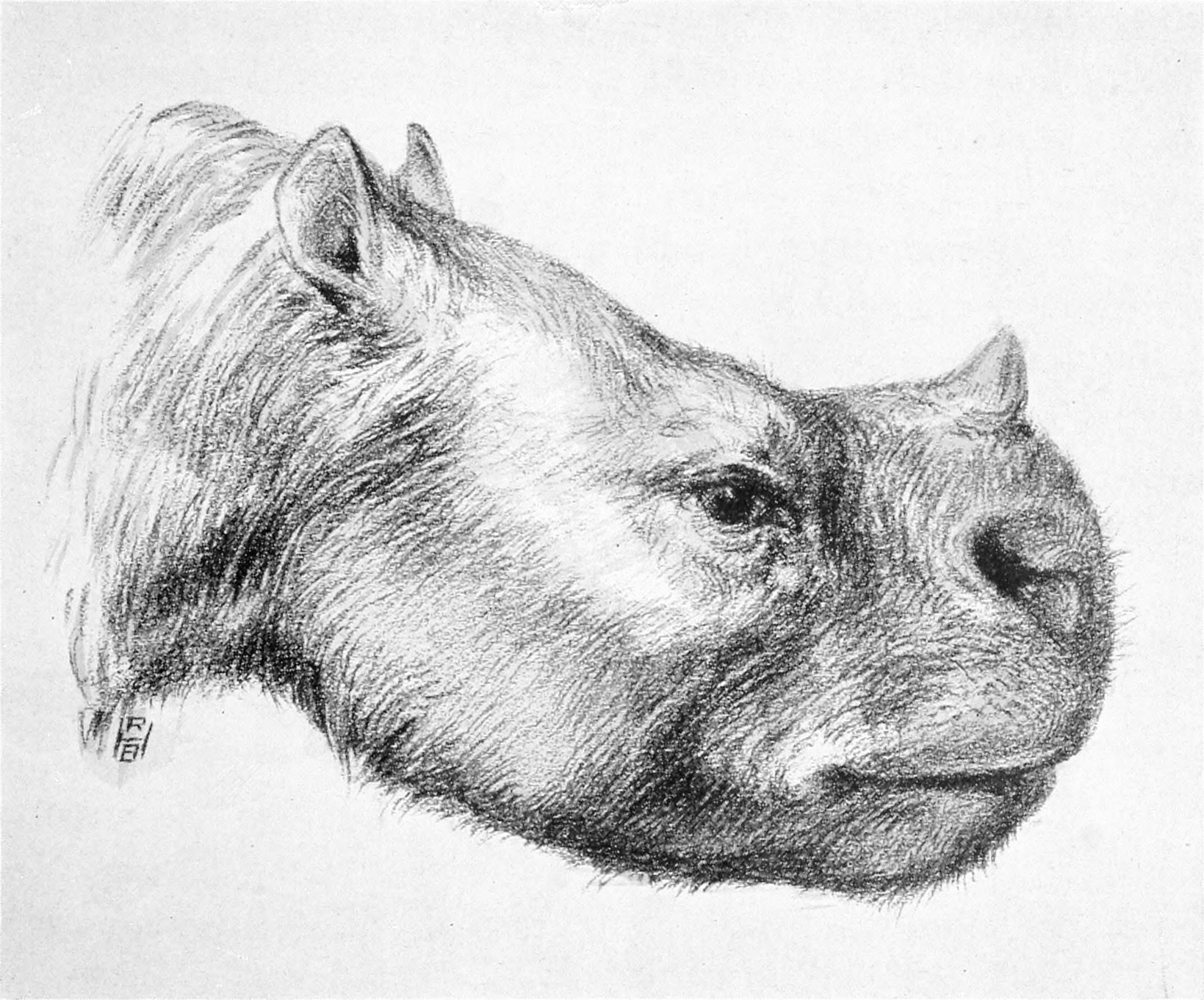
Реконструкция головы Leontinia gaudryi

## Виды
Объём рода точно не определён — разные систематики включают в него от 2 до 5 видов:
- Leontinia gaudryi Ameghino, 1894typus
  - [syn. Leontinia fissicolis Ameghino, 1897, Leontinia lapidosa Ameghino, 1894, Leontinia oxyrhyncha Ameghino, 1897, Leontinia steognatha Ameghino, 1897]
- Leontinia tertiaria Ameghino, 1902

Вид Leontinia garzoni Ameghino, 1894 синонимизирован с Ancylocoelus frequens Ameghino, 1894.